# William Guybon Atherstone
William Guybon Atherstone FRCS FGS (Nottingham, 27 de maio de 1814 — Grahamstown, Colônia do Cabo, 26 de março de 1898) foi um médico, naturalista e geólogo britânico, um dos pioneiros a estudar a geologia da África do Sul e membro do Parlamento do Cabo.

## Biografia
Ele chegou na África do Sul com seus pais como colonos em 1820. Seu pai, o Dr. John Atherstone, foi nomeado cirurgião do distrito de Uitenhage, Cabo Oriental em 1822. William, um jovem de amplo leque de interesses e capacidade excepcional, recebeu seu primeiro treinamento na escola do Dr. James Rose Innes, em Uitenhage, sendo o primeiro aprendiz de seu pai e, em seguida, servindo como assistente de cirurgião na Sexta Guerra de Fronteira 1834-1835. Em 1836, estudou medicina em Dublin e foi admitido como membro do Colégio Real de Cirurgiões no ano seguinte. Obteve o grau de Doutor em Medicina na Universidade de Heidelberg, Alemanha, em 1839. Ao retornar a Grahamstown no mesmo ano, juntou-se o seu pai na prática da Medicina. Realizou pesquisas sobre doenças pulmonares, sobre a peste equina africana e a febre transmitida por carrapatos; e foi em 1847 o primeiro cirurgião fora da Europa e da América a realizar uma amputação utilizando anestésico. Esta operação, em 16 de junho de 1847, foi realizada no xerife de Albany, F. Carlisle, e foi totalmente bem sucedida. Na recuperação da anestesia, o paciente disse: "O que? Estou sem a perna? Impossível - Não posso acreditar!.... É a maior descoberta já feita". Em 1839, seu interesse voltou-se para a Geologia, e a partir desta data, dedicou o seu tempo livre, resultante de uma longa e bem sucedida carreira médica, na busca de conhecimento relacionado à ciência geológica.
Em 1857, publicou uma relação de rochas e fósseis de Uitenhage. Estudou também muitos fósseis de répteis das camadas sedimentares de Karoo, e enviou amostras para o Museu Britânico. Estas foram descritas por Sir Richard Owen.
A identificação de Atherstone, em 1867, com a ajuda de Peter MacOwan e H. G. Galpin, de um cristal encontrado em De Kalk perto de Hopetown, como sendo o Diamante Eureka - o primeiro encontrado na África - levou indiretamente a criação da indústria de diamantes da África do Sul. Ele encorajou os trabalhos em Jagersfontein, e também chamou a atenção para a jazida diamantífera em Kimberley. Foi, em parte, o responsável pela fundação da biblioteca de Grahamstown, do jardim botânico e, em 1855, do museu Albany.
Viajou por quase toda a região do Cabo Oriental, Namaqualândia e Transvaal, coletando minerais, fósseis, espécimes de plantas e sementes, e enviando todo esse material para William Jackson Hooker em Kew. Foi amigo do geólogo Andrew Geddes Bain. Foi aceito como membro da Sociedade Geológica de Londres em 1864. Representou Grahamstown no Parlamento do Cabo de 1881 a 1883, onde foi eleito para o Conselho Legislativo e manteve este posto até 1891.
Seu nome foi homenageado pelo botânico Karl Wilhelm Ludwig Pappe no gênero Atherstonea da família Loganiaceae e nos nomes de vários fósseis de répteis. Foi um dos fundadores da Sociedade Geológica da África do Sul em Joanesburgo em 1895. Morreu em Grahamstown, em 26 de março de 1898.